# Adagnesia weddelli
Adagnesia weddelli är en sjöpungsart som beskrevs av Monniot 1994. Adagnesia weddelli ingår i släktet Adagnesia och familjen Agneziidae.
Artens utbredningsområde är Södra Ishavet. Inga underarter finns listade i Catalogue of Life.